# Inula salicina
Inula salicina es una planta de la familia de las asteráceas.

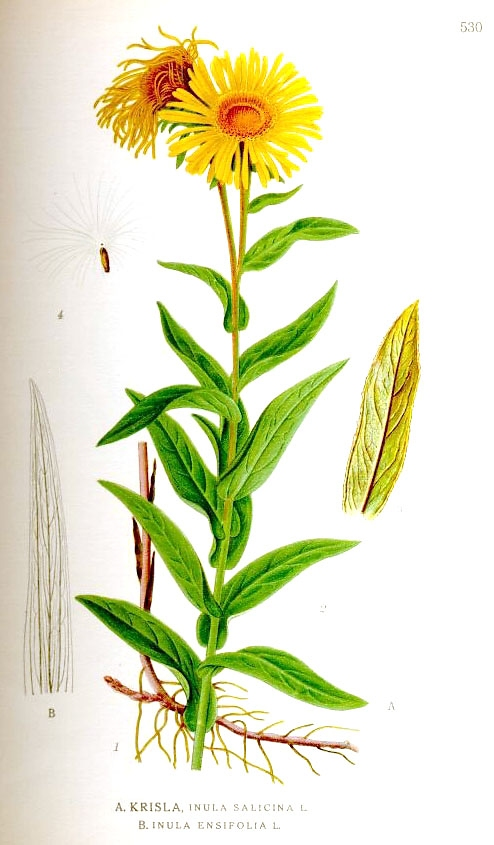
Ilustración

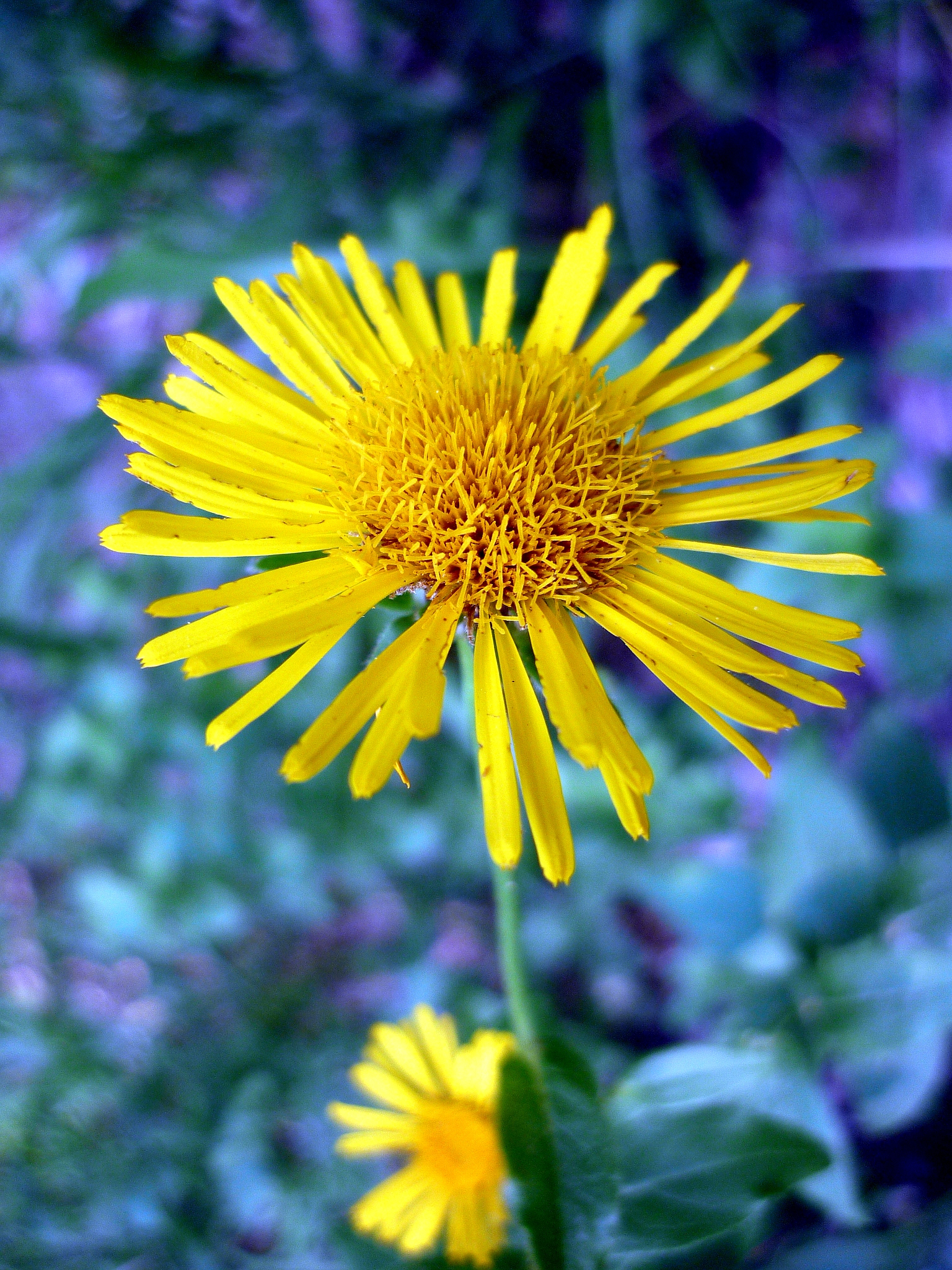
Detalle de la flor

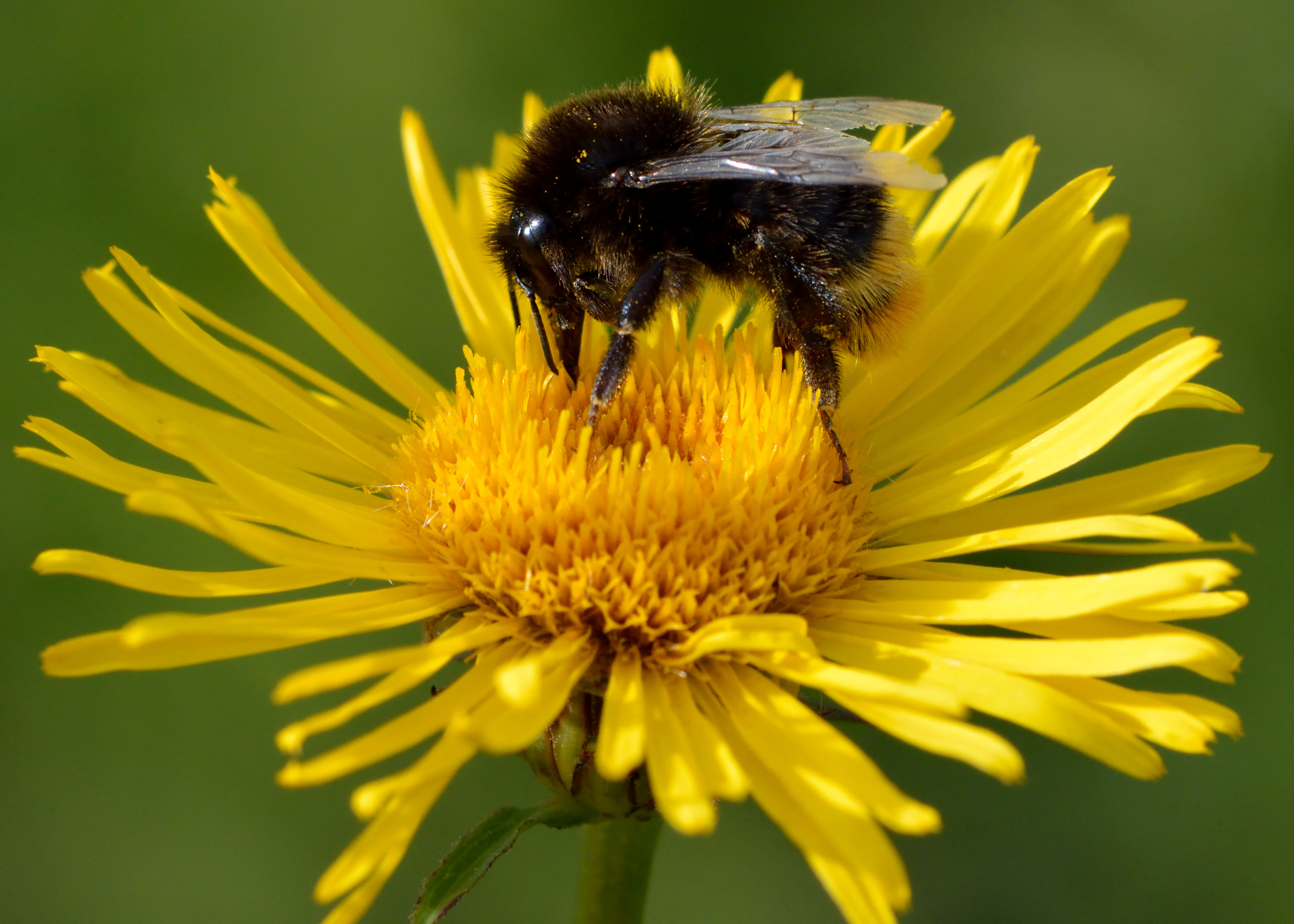

## Descripción
Planta perenne, erecta, glabra o espaciadamente pelosa, de hasta 75 cm, de hojas prominetemente reticuladas. Hojas inferiores lineal-lanceoladas a ovadas, las superiores sentadas con base cordiforme y abrazadoras. Capítulos amarillo dorado, de 2,5-3 cm de diámetro, normalmente solitarios. Flores liguladas con lóbulo de 1,5-2,5 cm; brácteas involucrales externas lanceoladas con ápice extendido, las internas lineales. Florece a final de primavera y en verano.

## Hábitat
Lugares herbosos húmedos, turberas.

## Distribución
En toda Europa, excepto en Bulgaria e Islandia.

## Taxonomía
Inula salicina fue descrita por Carlos Linneo y publicado en Species Plantarum 2: 882–883. 1753.
Citología
Número de cromosomas de Inula salicina (Fam. Compositae) y táxones infraespecíficos:  2n=16
Etimología
Inula: nombre genérico que deriva de una palabra similar latína utilizada por los romanos para indicar precisamente a estas plantas. Otros autores proponen otra etimología: una derivación de una palabra griega enàein (= purificar) al referirse a las supuestas propiedades medicinales de algunas plantas de este tipo.
salicina: epíteto latíno que significa "como el sauce"
Sinonimia
- Aster rigidus Moench
- Aster salicinus (L.) Scop.
- Aster spathularis Steud.
- Conyza salicina (L.) Rupr.
- Inula glabra Gilib.
- Inula kitamurana Tatew. ex Honda
- Inula salicina subsp. asiatica (Kitam.) Kitag.
- Inula salicina subsp. salicina
- Inula salicina var. salicina
- Jacobaea salicina (L.) Merino[6]

## Nombre común
- Castellano: té, té de prado (2), árnica.(el número entre paréntesis indica las especies que tienen el mismo nombre en España)[7]